# Industrieverband Fahrzeugbau
Вижте пояснителната страница за други значения на IFA.
Industrieverband Fahrzeugbau (съкр. IFA) е обединение на производителите на транспортни средства в ГДР.
По заповед на Съветска военна администрация в Германия конфискуваните немски предприятия са обединени в 65 промишлени управления.
От 18-те западносаксонски фабрики, които произвеждат превозни средства, на 1 юли 1946 г. е създадена „Индустриална дирекция № 19“ (Industrieverwaltung 19 Fahrzeugbau) със седалище в Кемниц. На 1 юли 1948 г. този „IV 19“ е разширен за цялата територия на Съветската окупационна зона на Германия и получава името „IFA Vereinigung Volkseigener Fahrzeugwerke“.
На обединението принадлежат такива марки, като Trabant, Wartburg, Barkas, Robur, Multicar, Simson и MZ.